# Silent Debuggers
Silent Debuggers est un jeu vidéo développé par Data East et sortit en 1991 sur PC-Engine. Il s'agit d'un jeu de tir à la première personne mêlant science-fiction et horreur.